# Votočkova vila
Votočkova vila je secesní vila, která se nachází v obci Senohraby. Tuto vilu si nechal v roce 1907 postavit chemik Emil Votoček, jeden z nejvýznamnějších českých chemiků, který se mimo jiné podílel na vzniku českého chemického názvosloví, který poté často v této letní vile pobýval, a navštěvoval také nedaleko senohrabskou plovárnu. Senohraby byly na počátku 20. století velmi populárním místem pro stavbu rekreačních a letních vil, z nichž se Votočkova vila dochovala nejlépe do dnešních dní.

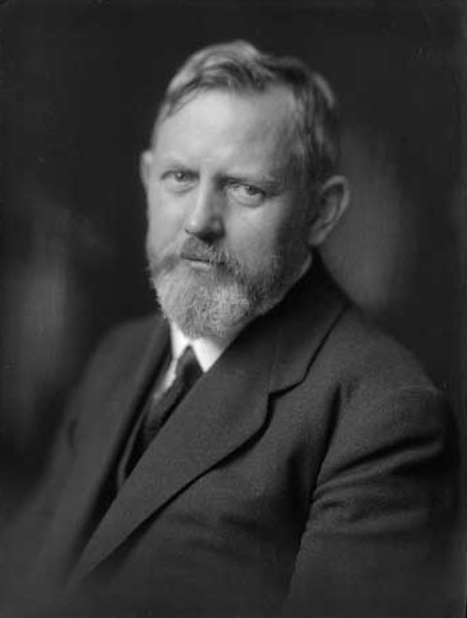
Emil Votoček

Autorem projektu byl významný českých architekt Otakar Novotný. Votočkova vila je jeho druhou nejstarší stavbou, starší je jen Rodinný dům Dr. J. Žižky v Újezdě nad Lesy, z roku 1904. Votočkova vila je postavena v secesním stylu, patrné jsou ale i vlivy začínající moderny, romantismu, ale i anglických zahradních domů nebo českého folklóru.
Votočkova vila je památkově chráněná, dochovala se totiž bez větších úprav v původní podobě. Drtivá většina letních vil z tohoto období byla totiž přestavěna. Vila je ovšem v poměrně špatném stavu, konstrukce jsou poškozené vlhkostí a napadené dřevomorkou, část krovu a stropu se zřítila. V roce 2012 ovšem proběhla rekonstrukce střešního pláště.
Vilu vlastní několik soukromých vlastníků, a není přístupná veřejnosti.

## Popis
Vila leží na svažitém pozemku porostlém lesem. Stavba je postavena z cihel, a omítnuta vápennou omítkou. Na střeše jsou použity bobrovky. Hlavní vchod do vily je v severním průčelí, ve kterém se nachází i velký trojosý arkýř, s šesti kolorovanými deskami s květinovým ornamentem. Ve vile se nachází také prosklená veranda. Na vrcholu vily je malá vyhlídková věž. Vila má polozapuštěný suterén, který má vchod i zvenku. Zajímavý je i interiér vily, který je plný různých vyřezávaných ornamentů.
Původně z kuchyně v suterénu do obýváku ve vile jezdil výtah, který dopravoval jídlo. V současnosti je nefunkční.